# Уральский 3-й казачий полк
3-й Уральский казачий полк — казачий кавалерийский полк Русской императорской армии
- Формальное старшинство установлено наравне со всем Уральским казачьим войском — с 9 июля 1591 года
- Полковой праздник — 8 ноября

## Формирование полка
26 декабря 1803 года было объявлено положение о сформировании десяти конных казачьих полков № 1—12 Уральского войска, периодически распускаемых на льготу. На основании этого положения в 1810 году был сформирован Уральский казачий № 3 полк, в 1815 году он был распущен на льготу. Далее полк набирался и находился на действительной службе в 1828—1831 годах и в 1837—1842 годах.
9 марта 1874 года было утверждено новое положение о войске, согласно которому уральских казачьих полков становилось девять. Но фактически эти полки формировались только в военное время, постоянную службу несли отдельные Уральские казачьи сотни. Во время Туркестанских походов 1860-х — 1870-х годов были сформированы сводные Оренбургско-Уральские казачьи полки. 22 мая 1879 года из уральских казачьих сотен 4-го и 5-го сводных Оренбургско-Уральских казачьих полков был сформирован Уральский казачий № 2 полк. В 1882 году из 5-й и 6-й сотен этого полка и трёх отдельных сотен, нёсших службу в Темирском, Уильском и Нижне-Эмбенском степных укреплениях был сформирован Уральский казачий № 3 полк. 24 мая 1894 года этот полк был назван 3-м Уральским казачьим полком.
В июле 1891 года 3-й Уральский казачий полк был включен в сформированную 15-ю кавалерийскую дивизию Варшавского военного округа. Полк квартировал в городе Липно Плоцкой губернии. С 1910 года полк квартировал в городе Влоцлавск Варшавской губернии.
Во время Первой мировой войны 3-й Уральский казачий полк действовал преимущественно в составе той же кавалерийской дивизий, в которую входил до войны на Восточно-Европейском театре военных действий.

## Список станиц полкового округа
- Гурьевская
- Кулагинская
- Орловская
- Сарайчиковская
- Яманхалинская

## Полковая униформа

### Форма
При общей казачьей форме полк носил: мундир, чекмень, тулья — темно-синий; околыш, погон, лампас, колпак папахи, клапан — пальто, шинели, выпушка — малиновый. Металлический прибор — серебряный.

## Знаки отличия
1. Полковое знамя — простое „1591—1891“ с Александровской юбилейной лентой, пожалованное 1891 г. Июля 9.
2. Знаки отличия на головные уборы: „За штурм крепости Геок-Тепе 12 Января 1881 года“ в 1-й сотне, пожалованные 1884 г. Февраля 6.(первоначально пожалованы 5-й сотне полка № 2 1882 г. Июня 4 ).
3. Одиночные белевые петлицы на воротнике и обшлагах мундиров нижних чинов, пожалованные 1908 г. Декабря 6.

## Командиры полка
- 23.07.1912—07.08.1916 — полковник Железнов, Владимир Феофилактович